# Indy NXT 2024
 (avril 2025).
La mise en forme du texte ne suit pas les recommandations de Wikipédia : il faut le « wikifier ».
Les points d'amélioration suivants sont les cas les plus fréquents. Le détail des points à revoir est peut-être précisé sur la page de discussion.
- Les titres sont pré-formatés par le logiciel. Ils ne sont ni en capitales, ni en gras.
- Le texte ne doit pas être écrit en capitales (les noms de famille non plus), ni en gras, ni en italique, ni en « petit »…
- Le gras n'est utilisé que pour surligner le titre de l'article dans l'introduction, une seule fois.
- L'italique est rarement utilisé : mots en langue étrangère, titres d'œuvres, noms de bateaux, etc.
- Les citations ne sont pas en italique mais en corps de texte normal. Elles sont entourées par des guillemets français : « et ».
- Les listes à puces sont à éviter, des paragraphes rédigés étant largement préférés. Les tableaux sont à réserver à la présentation de données structurées (résultats, etc.).
- Les appels de note de bas de page (petits chiffres en exposant, introduits par l'outil «  Source ») sont à placer entre la fin de phrase et le point final[comme ça].
- Les liens internes (vers d'autres articles de Wikipédia) sont à choisir avec parcimonie. Créez des liens vers des articles approfondissant le sujet. Les termes génériques sans rapport avec le sujet sont à éviter, ainsi que les répétitions de liens vers un même terme.
- Les liens externes sont à placer uniquement dans une section « Liens externes », à la fin de l'article. Ces liens sont à choisir avec parcimonie suivant les règles définies. Si un lien sert de source à l'article, son insertion dans le texte est à faire par les notes de bas de page.
- La présentation des références doit suivre les conventions bibliographiques. Il est recommandé d'utiliser les modèles {{Ouvrage}}, {{Chapitre}}, {{Article}}, {{Lien web}} et/ou {{Bibliographie}}. Le mode d'édition visuel peut mettre en forme automatiquement les références.
- Insérer une infobox (cadre d'informations à droite) n'est pas obligatoire pour parachever la mise en page.

Pour une aide détaillée, merci de consulter Aide:Wikification.
Si vous pensez que ces points ont été résolus, vous pouvez retirer ce bandeau et améliorer la mise en forme d'un autre article.
Navigation
2023 2025
L'Indy NXT Firestone Series 2024, aussi connu sous le nom de Indy NXT 2024, est la 38e édition du championnat de course automobile monoplace Indy NXT et la 22e sous l'égide d'IndyCar. Servant de principale série de soutien au championnat IndyCar, c'est la deuxième année que le championnat se court sous le nom d'Indy NXT depuis son acquisition en 2022 par Penske Entertainment, propriétaire de l'IndyCar Series.
Louis Foster, pilote pour Andretti Global, a remporté le championnat lors de l’avant-dernière course de la saison en décrochant sa septième victoire. Son équipe a également remporté le championnat des équipes, tandis que Caio Collet, pilote de HMD Motorsports, a été sacré "Rookie de l’année" lors de cette même course.

## Règlement
Le championnat Indy NXT a introduit une nouvelle procédure de qualification pour la saison 2024. Au lieu des huit minutes accordées auparavant à l'ensemble des pilotes pour établir la grille de départ, le peloton est désormais divisé en deux groupes en fonction des temps réalisés lors des essais. Chaque groupe bénéficie d’un accès exclusif à la piste pendant son créneau de qualification. Les pilotes du groupe le plus rapide occupent les positions impaires sur la grille, tandis que les pilotes de l'autre groupe se placent sur les positions paires. Lors des week-ends comprenant deux courses (double-header), les deux meilleurs tours de chaque pilote sont utilisés pour déterminer les grilles de départ des deux épreuves.

## Ecuries et pilotes
| Ecurie                        | No. | Pilote               | Status | Manches       |
| ----------------------------- | --- | -------------------- | ------ | ------------- |
| Abel Motorsports              | 21  | Josh Mason           | R      | 1–2           |
| Abel Motorsports              | 21  | Jordan Missig        | R      | 3–4, 6, 9, 11 |
| Abel Motorsports              | 22  | Yuven Sundaramoorthy | R      | Toutes        |
| Abel Motorsports              | 51  | Jacob Abel           |        | Toutes        |
| Abel Motorsports              | 55  | Taylor Ferns         | R      | 10–11, 13–14  |
| Andretti Global               | 26  | Louis Foster         |        | Toutes        |
| Andretti Global               | 27  | Bryce Aron           | R      | Toutes        |
| Andretti Global               | 28  | Jamie Chadwick       |        | Toutes        |
| Andretti Global               | 29  | James Roe Jr.        |        | Toutes        |
| Andretti Cape Indy NXT        | 2   | Salvador de Alba     | R      | Toutes        |
| Andretti Cape Indy NXT        | 3   | Michael d'Orlando    | R      | 1–6, 14       |
| HMD Motorsports               | 7   | Christian Bogle      |        | Toutes        |
| HMD Motorsports               | 10  | Reece Gold           |        | 1–13          |
| HMD Motorsports               | 10  | Nolan Allaer         | R      | 14            |
| HMD Motorsports               | 11  | Nolan Allaer         | R      | 1–9           |
| HMD Motorsports               | 14  | Josh Pierson         |        | Toutes        |
| HMD Motorsports               | 17  | Callum Hedge         | R      | Toutes        |
| HMD Motorsports               | 18  | Caio Collet          | RY     | Toutes        |
| HMD Motorsports               | 23  | Jonathan Browne      | R      | Toutes        |
| HMD Motorsports               | 33  | Niels Koolen         | R      | 1–8, 10       |
| HMD Motorsports               | 33  | Jagger Jones         |        | 9             |
| HMD Motorsports               | 39  | Nolan Siegel         |        | 1–6           |
| HMD Motorsports               | 39  | Kiko Porto           | R      | 6             |
| HMD Motorsports               | 39  | Christian Brooks     | R      | 7–14          |
| HMD Motorsports et Force Indy | 99  | Myles Rowe           | R      | Toutes        |
| Juncos Hollinger Racing       | 75  | Ricardo Escotto      | R      | 5, 7–8        |
| Juncos Hollinger Racing       | 76  | Lindsay Brewer       | R      | 1–8           |
| Juncos Hollinger Racing       | 76  | Ricardo Escotto      | R      | 12–13         |
| Miller Vinatieri Racing       | 40  | Jack William Miller  | R      | Toutes        |

| Icon | Status                                      |
| ---- | ------------------------------------------- |
| R    | Eligible pour le titre de Rookie de l'année |
| RY   | Rookie de l'année                           |

### Changement d'écuries
- Le 5 septembre 2023, Andretti Autosport a annoncé une refonte de son image qui entrera en vigueur pour la saison 2024. Désormais, toutes ses équipes de course évolueront sous la bannière "Andretti Global"[7].
- Le 28 novembre 2023, l'ancien pilote de l'IndyCar Series, Jack Miller (en), a déclaré que son équipe, Miller Vinatieri Motorsports, rejoindrait le championnat Indy NXT en 2024[30].
- Le 15 janvier 2024, Andretti Global et Cape Motorsports ont annoncé la formation d'un "partenariat technique" pour la saison 2024. Dans le cadre de cet accord, Cape Motorsports exploitera ses voitures sous le nom d'Andretti Cape Indy NXT[12].

## Calendrier
Le calendrier 2024 a été annoncé le 4 octobre 2023. Le week-end de course à l'IMS en mai est redevenu une double épreuve, à la suite de la suppression du deuxième week-end à l'IMS. En revanche, le week-end de Détroit n'accueille qu'une seule course. La double épreuve de Laguna Seca a été déplacée au mois de juin, en raison du reprogrammation du Grand Prix de Monterey. Par ailleurs, l'épreuve de Nashville est devenue la finale de la saison, suivant ainsi la même décision pour le Music City Grand Prix. Enfin, le championnat a fait son retour sur le circuit Milwaukee Mile, une première depuis 2015.
Le 14 février, il a été annoncé que le Big Machine Music City Grand Prix serait déplacé des rues du centre-ville de Nashville vers le Nashville Superspeedway. Ce changement est dû à des travaux de construction prévus pour le nouveau stade des Tennessee Titans, qui auraient interféré avec le tracé du circuit de la course.
| Manche | Date         | Nom de la course                                   | Circuit                                   | Lieux                   |
| ------ | ------------ | -------------------------------------------------- | ----------------------------------------- | ----------------------- |
| 1      | March 10     | Indy NXT by Firestone Grand Prix of St. Petersburg | R Streets of St. Petersburg               | St. Petersburg, Floride |
| 2      | April 28     | Indy NXT by Firestone Grand Prix of Alabama        | R Barber Motorsports Park                 | Birmingham, Alabama     |
| 3      | May 10       | Indy NXT by Firestone Indianapolis Grand Prix      | R Indianapolis Motor Speedway Road Course | Speedway, Indiana       |
| 4      | May 11       | Indy NXT by Firestone Indianapolis Grand Prix      | R Indianapolis Motor Speedway Road Course | Speedway, Indiana       |
| 5      | June 2       | Indy NXT by Firestone Detroit Grand Prix           | R Detroit Street Circuit                  | Détroit, Michigan       |
| 6      | June 9       | Indy NXT by Firestone Grand Prix at Road America   | R Road America                            | Elkhart Lake, Wisconsin |
| 7      | June 22      | Indy NXT by Firestone Grand Prix of Monterey       | R WeatherTech Raceway Laguna Seca         | Monterey, California    |
| 8      | June 23      | Indy NXT by Firestone Grand Prix of Monterey       | R WeatherTech Raceway Laguna Seca         | Monterey, California    |
| 9      | July 7       | Indy NXT by Firestone Grand Prix at Mid-Ohio       | R Mid-Ohio Sports Car Course              | Lexington, Ohio         |
| 10     | July 13      | Indy NXT by Firestone Iowa 100                     | O Iowa Speedway                           | Newton, Iowa            |
| 11     | August 17    | Indy NXT by Firestone Outfront Showdown            | O World Wide Technology Raceway           | Madison, Illinois       |
| 12     | August 25    | Indy NXT by Firestone Grand Prix of Portland       | R Portland International Raceway          | Portland, Oregon        |
| 13     | August 31    | Indy NXT by Firestone Milwaukee 100                | O Milwaukee Mile                          | West Allis, Wisconsin   |
| 14     | September 15 | Indy NXT by Firestone Music City Grand Prix        | O Nashville Superspeedway                 | Lebanon, Tennessee      |

| Icone | Indication     |
| ----- | -------------- |
| R     | Circuit Urbain |
| O     | Circuit Ovale  |

## Résultats
| Manche | Circuit                                 | Pole Position  | Tour le plus rapide | Plus de tours mené | Vainqueur      | Vainqueur        |
| Manche | Circuit                                 | Pole Position  | Tour le plus rapide | Plus de tours mené | Pilote         | Ecurie           |
| ------ | --------------------------------------- | -------------- | ------------------- | ------------------ | -------------- | ---------------- |
| 1      | Streets of St. Petersburg               | Nolan Siegel   | Reece Gold          | Nolan Siegel       | Nolan Siegel   | HMD Motorsports  |
| 2      | Barber Motorsports Park                 | Jacob Abel     | Caio Collet         | Jacob Abel         | Jacob Abel     | Abel Motorsports |
| 3      | Indianapolis Motor Speedway Road Course | Jacob Abel     | Jacob Abel          | Jacob Abel         | Jacob Abel     | Abel Motorsports |
| 4      | Indianapolis Motor Speedway Road Course | Jacob Abel     | Louis Foster        | Caio Collet        | Louis Foster   | Andretti Global  |
| 5      | Detroit Street Circuit                  | Louis Foster   | Louis Foster        | Louis Foster       | Louis Foster   | Andretti Global  |
| 6      | Road America                            | Jamie Chadwick | Jacob Abel          | Jamie Chadwick     | Jamie Chadwick | Andretti Global  |
| 7      | WeatherTech Raceway Laguna Seca         | Louis Foster   | Louis Foster        | Louis Foster       | Louis Foster   | Andretti Global  |
| 8      | WeatherTech Raceway Laguna Seca         | Louis Foster   | Louis Foster        | Louis Foster       | Louis Foster   | Andretti Global  |
| 9      | Mid-Ohio Sports Car Course              | Caio Collet    | Caio Collet         | Caio Collet        | Caio Collet    | HMD Motorsports  |
| 10     | Iowa Speedway                           | James Roe Jr.  | Caio Collet         | James Roe Jr.      | Louis Foster   | Andretti Global  |
| 11     | World Wide Technology Raceway           | Louis Foster   | Louis Foster        | Louis Foster       | Louis Foster   | Andretti Global  |
| 12     | Portland International Raceway          | Louis Foster   | Louis Foster        | Jacob Abel         | Jacob Abel     | Abel Motorsports |
| 13     | Milwaukee Mile                          | Louis Foster   | Louis Foster        | Louis Foster       | Louis Foster   | Andretti Global  |
| 14     | Nashville Superspeedway                 | Louis Foster   | Jacob Abel          | Louis Foster       | Louis Foster   | Andretti Global  |

## Classements

### Classement pilotes
Système de points
| Position | 1st | 2nd | 3rd | 4th | 5th | 6th | 7th | 8th | 9th | 10th | 11th | 12th | 13th | 14th | 15th | 16th | 17th | 18th | 19th | 20th | 21st |
| Points   | 50  | 40  | 35  | 32  | 30  | 28  | 26  | 24  | 22  | 20   | 19   | 18   | 17   | 16   | 15   | 14   | 13   | 12   | 11   | 10   | 9    |

- Le pilote le plus rapide de chaque session de qualification recevait un point supplémentaire.
- Chaque pilote ayant mené au moins un tour bénéficiait d’un point bonus, tandis que celui ayant mené le plus grand nombre de tours remportait deux points.

| Pos | Pilotes                | STP | ALA | IMS | IMS | DET | ROA | LAG | LAG | MOH | IOW | GAT | POR | MIL | NSH  | Points |
| --- | ---------------------- | --- | --- | --- | --- | --- | --- | --- | --- | --- | --- | --- | --- | --- | ---- | ------ |
| 1   | Louis Foster           | 3   | 5   | 7   | 1L  | 1L* | 2   | 1L* | 1L* | 2   | 1L  | 1L* | 2   | 1L* | 11L* | 639    |
| 2   | Jacob Abel             | 2   | 1L* | 1L* | 2   | 5   | 3   | 3   | 11  | 3   | 15  | 2   | 1L* | 2   | 8    | 517    |
| 3   | Caio Collet RY         | 7   | 4   | 19  | 3L* | 2   | 5   | 2   | 2   | 1L* | 17  | 14  | 4   | 8   | 3    | 436    |
| 4   | Callum Hedge R         | 11  | 9   | 4   | 10  | 3   | 6   | 12  | 16  | 4   | 4   | 5   | 13  | 11  | 16   | 332    |
| 5   | Salvador de Alba R     | 9   | 10  | 11  | 9   | 7   | 21  | 11  | 5   | 16  | 3   | 4   | 12  | 3   | 5    | 331    |
| 6   | James Roe Jr.          | 16  | 3   | 15  | 4   | 16  | 18  | 5   | 19  | 15  | 2L* | 10  | 16  | 6   | 4    | 316    |
| 7   | Jamie Chadwick         | 20  | 20  | 3   | 16  | 12  | 1L* | 9   | 6   | 10  | 7   | 16  | 14  | 5   | 17   | 310    |
| 8   | Yuven Sundaramoorthy R | 12  | 21  | 20  | 21  | 14  | 9   | 4   | 4   | 14  | 10  | 3   | 8   | 7   | 2    | 309    |
| 9   | Bryce Aron R           | 19  | 8   | 14  | 19  | 20  | 8   | 16  | 3   | 18  | 8   | 6   | 3   | 4   | 7    | 302    |
| 10  | Reece Gold             | 5   | 11  | 6   | 11  | 6   | 4   | 14  | 18  | 6   | 12  | 12  | 6   | 17  |      | 289    |
| 11  | Myles Rowe R           | 8   | 6   | 5   | 7   | 4   | 19  | 6   | 17  | 19  | 18  | 17  | 7   | 15  | 14   | 285    |
| 12  | Christian Bogle        | 10  | 13  | 9   | 15  | 11  | 14  | 7   | 8   | 11  | 6   | 8   | 11  | 14  | 11   | 284    |
| 13  | Jonathan Browne R      | 6   | 14  | 8   | 8   | 9   | 17  | 15  | 20  | 7   | 9   | 11  | 10  | 9   | 12   | 279    |
| 14  | Josh Pierson           | 13  | 17  | 21  | 12  | 8   | 7   | 13  | 9   | 9   | 11  | 13  | 9   | 12  | 10   | 264    |
| 15  | Jack William Miller R  | 18  | 12  | 16  | 18  | 15  | 15  | 10  | 10  | 12  | 14  | 18  | 15  | 16  | 15   | 216    |
| 16  | Christian Brooks R     |     |     |     |     |     |     | 8   | 7   | 5   | 5   | 7   | 5   | 10  | 9    | 208    |
| 17  | Nolan Siegel           | 1L* | 2   | 2   | 5   | 18  | Wth |     |     |     |     |     |     |     |      | 177    |
| 18  | Michael d'Orlando R    | 4   | 7   | 12  | 6   | 10  | 11  |     |     |     |     |     |     |     | 6    | 171    |
| 19  | Nolan Allaer R         | 14  | 18  | 13  | 17  | 17  | 10  | 20  | 14  | 8   |     |     |     |     | 13   | 158    |
| 20  | Niels Koolen R         | 21  | 15  | 10  | 14  | 13  | 13  | 19  | 12  |     | 13  |     |     |     |      | 140    |
| 21  | Lindsay Brewer R       | 15  | 19  | 17  | 20  | 19  | 16  | 17  | 15  |     |     |     |     |     |      | 102    |
| 22  | Jordan Missig R        |     |     | 18  | 13  |     | 20  |     |     | 17  |     | 9   |     |     |      | 74     |
| 23  | Ricardo Escotto R      |     |     |     |     | 21  |     | 18  | 13  |     |     |     | 17  | 13  |      | 59     |
| 24  | Taylor Ferns R         |     |     |     |     |     |     |     |     |     | 16  | 15  |     | 18  | 18   | 53     |
| 25  | Josh Mason R           | 17  | 16  |     |     |     |     |     |     |     |     |     |     |     |      | 27     |
| 26  | Kiko Porto R           |     |     |     |     |     | 12  |     |     |     |     |     |     |     |      | 18     |
| 27  | Jagger Jones           |     |     |     |     |     |     |     |     | 13  |     |     |     |     |      | 17     |
| Pos | Pilotes                | STP | ALA | IMS | IMS | DET | ROA | LAG | LAG | MOH | IOW | GAT | POR | MIL | NSH  | Points |

| Color      | Result                    |
| ---------- | ------------------------- |
| Gold       | Winner                    |
| Silver     | 2nd place                 |
| Bronze     | 3rd place                 |
| Green      | 4th & 5th place           |
| Light Blue | 6th–10th place            |
| Dark Blue  | Finished (Outside Top 10) |
| Purple     | Did not finish            |
| Red        | Did not qualify (DNQ)     |
| Brown      | Withdrawn (Wth)           |
| Black      | Disqualified (DSQ)        |
| White      | Did not start (DNS)       |
| Blank      | Did not participate (DNP) |
| Blank      | Not competing             |

| In-line notation |                                             |
| Bold             | Pole position (1 point)                     |
| Italics          | Ran fastest race lap                        |
| L                | Led a race lap (1 point)                    |
| *                | Led most race laps (2 points)               |
| 1                | Qualifying cancelled no bonus point awarded |
| R                | Rookie                                      |
| RY               | Rookie of the Year                          |

### Championnat constructeur
(janvier 2025).
Système de points
| Position | 1st | 2nd | 3rd | 4th | 5th | 6th | 7th | 8th | 9th | 10th+ |
| Points   | 22  | 18  | 15  | 12  | 10  | 8   | 6   | 4   | 2   | 1     |

- Single car teams received 3 bonus points as an equivalency to multi-car teams
- Only the best two results counted for teams fielding more than two entries

| Pos | Ecurie                          | STP | ALA | IMS | IMS | DET | ROA | LAG | LAG | MOH | IOW | GAT | POR | MIL | NSH | Points |
| --- | ------------------------------- | --- | --- | --- | --- | --- | --- | --- | --- | --- | --- | --- | --- | --- | --- | ------ |
| 1   | Andretti Global                 | 3   | 3   | 3   | 1   | 1   | 1   | 1   | 1   | 2   | 1   | 1   | 2   | 1   | 1   | 428    |
| 1   | Andretti Global                 | 10  | 5   | 6   | 4   | 8   | 2   | 5   | 3   | 5   | 2   | 6   | 3   | 4   | 4   | 428    |
| 2   | HMD Motorsports                 | 1   | 2   | 2   | 3   | 2   | 4   | 2   | 2   | 1   | 4   | 5   | 4   | 5   | 3   | 351    |
| 2   | HMD Motorsports                 | 5   | 4   | 4   | 5   | 3   | 5   | 7   | 6   | 4   | 5   | 7   | 5   | 7   | 8   | 351    |
| 3   | Abel Motorsports                | 2   | 1   | 1   | 2   | 5   | 3   | 3   | 4   | 3   | 6   | 2   | 1   | 2   | 2   | 310    |
| 3   | Abel Motorsports                | 8   | 10  | 11  | 9   | 9   | 6   | 4   | 8   | 7   | 8   | 3   | 7   | 6   | 7   | 310    |
| 4   | Andretti Cape Indy NXT          | 4   | 7   | 7   | 6   | 6   | 7   | 9   | 5   | 8   | 3   | 4   | 8   | 3   | 5   | 167    |
| 4   | Andretti Cape Indy NXT          | 7   | 8   | 8   | 8   | 7   | 11  |     |     |     |     |     |     |     | 6   | 167    |
| 5   | HMD Motorsports with Force Indy | 6   | 6   | 5   | 7   | 4   | 10  | 6   | 11  | 9   | 9   | 8   | 6   | 9   | 9   | 113    |
| 6   | Miller Vinatieri Racing         | 11  | 9   | 9   | 10  | 10  | 8   | 8   | 7   | 6   | 7   | 9   | 9   | 10  | 10  | 79     |
| 7   | Juncos Hollinger Racing         | 9   | 11  | 10  | 11  | 11  | 9   | 10  | 9   |     |     |     | 10  | 8   |     | 40     |
| 7   | Juncos Hollinger Racing         |     |     |     |     | 12  |     | 11  | 10  |     |     |     |     |     |     | 40     |
| Pos | Ecurie                          | STP | ALA | IMS | IMS | DET | ROA | LAG | LAG | MOH | IOW | GAT | POR | MIL | NSH | Points |